# Жгуно-Буда
Жгуно-Буда (бел. Жгуна-Буда), Жгунская Буда — деревня в составе Жгунского сельсовета Добрушского района Гомельской области Белоруссии.
В 10 км на юг от районного центра Добруша и в 4 км от железнодорожной станции Зябровка, в 18 км от Гомеля.

## Транспортная система
Транспортная связь по просёлочной, а затем по автодороге Тереховка — Добруш. В деревне 283 жилых дома (2004 год). Планировка состоит из 2 частей. Восточная — короткие прямолинейные улицы. Западная — к длинной прямолинейной улице, с ориентацией с юго-запада на северо-восток, примыкают прямолинейная улица и 2 переулка. Застройка двухсторонняя, преимущественно деревянными домами усадебного типа.

## История
По письменным источникам деревня известна с XVIII века как слобода в Речицком повете Минского воеводства Великого княжества Литовского. После 1-го раздела Речи Посполитой (1772 год) в составе Российской империи. С 1775 году деревня находилась во владении фельдмаршала графа П. А. Румянцева-Задунайского. С 1834 года владение фельдмаршала графа И. Ф. Паскевича. В 1798 году в Добрушской экономии Гомельского имения. В 1834 году часть населения составляют староверы. Имелась часовня. В 1886 году работал хлебозапасный магазин. В 1897 году находились хлебозапасный магазин, 2 лавки, корчма. В Носовичской волости Гомельского повета Могилёвской губернии.
С 8 декабря 1926 года до 2 сентября 1975 года деревня являлась центром Жгунскобудского сельсовета Добрушского, с 4 августа 1927 года Гомельского, с 12 февраля 1935 года Добрушского районов Гомельского округа, с 20 февраля 1938 года Гомельской области.
В 1929 году организован колхоз «Красная звезда». Работали ветряная мельница и конная круподробилка, кузница.
Во время Великой Отечественной войны в октябре 1943 года оккупанты частично сожгли деревню. В боях за деревню погибли 55 советских солдат, которые были похоронены в братской могиле в центре деревни. На фронтах и партизанской борьбе погибли 134 жителя деревни. Освобождена 10 октября 1943 года. В память о погибших в 1977 году установлены 2 стелы с их именами.
В 1959 году в составе племенного завода «Жгунский» с центром в деревне Жгунь. 
Размещены фельдшерско-акушерский пункт, клуб, библиотека, отделение связи, магазины.
Ранее на территории деревни работала школа, однако затем была закрыта и заброшена в связи с малым количеством учащихся и аварийным состоянием сооружений. В 2014 году на её базе начато строительство промышленного объекта.

## Население
- 1798 год — 247 жителей.
- 1816 год — 107 дворов, 339 жителей.
- 1834 год — 140 дворов, 689 жителей.
- 1886 год — 173 двора.
- 1897 год — 320 дворов, 1534 жителя (согласно переписи).
- 1909 год — 358 дворов, 1858 жителей.
- 1959 год — 1438 жителей (согласно переписи).
- 2004 год — 283 двора, 589 жителей.

## Культура
- Дом культуры

## Достопримечательность
- Братская могила советских воинов и партизан —  Историко-культурная ценность Республики Беларусь, шифр 313Д000255
- Храм Покрова Пресвятой Богородицы

### Памятник, скульптура
- Стелы в память о земляках, погибших в период Великой Отечественной войны (ул. Школьная)
- Памятник солдату-освободителю

## Известные уроженцы
- Прокопцов, Владимир Иванович — художник, заслуженный деятель искусств Республики Беларусь